# Казе Нове (Мачерата)
Казе Нове (итал. Case Nove) насеље је у Италији у округу Мачерата, региону Марке.
Према процени из 2011. у насељу је живело 31 становника. Насеље се налази на надморској висини од 540 м.